# وزارة التجارة والصناعة (الصومال)
وزارة الصناعة والتجارة هي الوزارة المسؤولة عن الصناعة والتجارة في الصومال.

## روابط خاجية
- "Somalia: Prime Minister Unveils His New Cabinet". Shabelle Media Network. 4 نوفمبر 2012. مؤرشف من الأصل في 2023-06-21. اطلع عليه بتاريخ 2012-11-05.